# Puerto Padre
Puerto Padre är en ort i Kuba.   Den ligger i provinsen Las Tunas, i den östra delen av landet, 600 km öster om huvudstaden Havanna. Puerto Padre ligger 29 meter över havet och antalet invånare är 76 838.
Terrängen runt Puerto Padre är platt. Havet är nära Puerto Padre åt nordost. Runt Puerto Padre är det ganska tätbefolkat, med 70 invånare per kvadratkilometer. Puerto Padre är det största samhället i trakten. Trakten runt Puerto Padre består till största delen av jordbruksmark.